# Shut Up (언니쓰의 노래)
〈Shut Up〉은 2016년 7월 1일에 공개된 노래로, 대한민국의 방송국 한국방송공사(KBS)에서 금요일 밤 11시에 방송되는 텔레비전 프로그램 《언니들의 슬램덩크》에서 두번째 꿈인 민효린의 걸그룹 도전으로 결성된 언니쓰가 부른 것이다. 언니쓰는 《언니들의 슬램덩크》의 출연진인 라미란, 김숙, 홍진경, 민효린, 제시, 티파니로 이루어져 있다. 프로듀서는 JYP 엔터테인먼트의 박진영이 하게 되었다. 유희열이 피처링하였다.

## 성적
〈Shut Up〉은 2016년 7월 1일 오후 8시에 대한민국의 9개 음원차트 (네이버 뮤직, 멜론, 엠넷닷컴, 올레뮤직, 지니, 벅스, 소리바다, 등)에서 1위를 하였다. "Shut Up"은 2016년 7월 2일 오후 7시에 네이버 TV에 올라온 뮤직뱅크의 동영상이 280만을 넘겼다.

## 곡 목록
| #  | 제목                       | 작사                            | 작곡                              | 재생 시간 |
| -- | -------------------------- | ------------------------------- | --------------------------------- | --------- |
| 1. | 〈Shut Up〉 (Feat. 유희열) | J.Y. Park "The Asiansoul", 제시 | J.Y. Park "The Asiansoul", 유건형 | 03:11     |